# Heterusia partitata
Heterusia partitata är en fjärilsart som beskrevs av Achille Guenée 1858. Heterusia partitata ingår i släktet Heterusia och familjen mätare. Inga underarter finns listade i Catalogue of Life.